# Brookesia confidens
Brookesia confidens – endemiczny gatunek gada z rodziny kameleonowatych (Chamaeleonidae) występujący na Madagaskarze. Został odkryty w 2007 roku i formalnie opisany w lutym 2012 roku na łamach „PLoS ONE”. B. confidens jest jednym z najmniejszych znanych gatunków kameleona.

## Historia odkrycia i badań
Holotyp B. confidens (dorosły samiec) został złapany 1 marca 2007 roku w Parku Narodowym Ankarana, w prowincji Antsiranana położonej w północnej części Madagaskaru. Siedlisko zostało odkryte na wysokości około 90 m n.p.m. Gatunek został opisany w lutym 2012 roku na łamach „PLoS ONE”. Epitet gatunkowy pochodzi od łacińskiego przymiotnika confidens znaczącego „ufny”. Nazwa nawiązuje do przekonania badaczy o dużej szansie przetrwania gatunku za sprawą naturalnej ochrony, jaką zapewnia mu ukształtowanie obszaru siedliska, utrudniające dostęp człowiekowi.

## Morfologia
B. confidens należy do najmniejszych kameleonów i jest blisko spokrewniony z innymi gatunkami rodzaju Brookesia występującymi na Madagaskarze. Łączna długość ciała samca schwytanego w 2007 roku wynosiła 29,2 mm (ogon 10,9 mm, a tułów z głową 18,3 mm). Wybarwienie żywych okazów w górnej części jest jasnoszare do ciemnobeżowego, a od spodu ciemnobrązowe.
| Część ciała               | Przedział wymiarów samców | Przedział wymiarów samic |
| ------------------------- | ------------------------- | ------------------------ |
| łączna długość ciała (mm) | 29,2–34,2                 | 32,5–36,2                |
| tułów z głową (mm)        | 18,3–21,1                 | 20,6–22,6                |
| ogon (mm)                 | 10,9–14,1                 | 11,6–13,6                |
| rozstaw oczu (mm)         | 2,1                       | 2,0–2,4                  |

Wszystkie schwytane okazy zostały znalezione nocą na małych gałęziach znajdujących się na wysokości 5–20 cm nad ziemią.